# Musashino
Musashino (jap. 武蔵野市, -shi) ist eine Stadt in der Präfektur Tokio westlich von Tokio.

## Geographie
Musashino liegt westlich von Tokio und nördlich von Mitaka. Auf der Grenze zu dieser Gemeinde liegt der Inokashira-Park.

## Geschichte
1868 wurde das Mura Kichijōji (吉祥寺村, -mura) eingemeindet, das heute als Nachbarschaft Kichijōji weiterbesteht.
Musashino wurde am 3. November 1947 zur Shi ernannt.
Der Asteroid des inneren Hauptgürtels (3249) Musashino ist seit 1986 nach der Stadt benannt.

## Verkehr
- Zug: Bahnhof Kichijōji
  - JR Chūō-Sōbu-Linie: nach Akihabara, Shinjuku und Chiba
  - JR Chūō-Hauptlinie: nach Tokio oder Hachioji
  - Keio-Inokashira-Linie: nach Shibuya

## Söhne und Töchter der Stadt
- Ryōta Iwabuchi (* 1990), Fußballspieler
- Miyu Katō (* 1999), Tischtennisspielerin
- Yūto Misao (* 1991), Fußballspieler
- Yasuo Tanaka (* 1956), Schriftsteller und Politiker
- Eriko Yamatani (* 1950), Politikerin
- Imura Yūdai (* 1991), Fußballspieler

## Angrenzende Städte und Gemeinden
- Nishitōkyō
- Koganei
- Mitaka
- Tokio: Stadtbezirk Nerima, Suginami

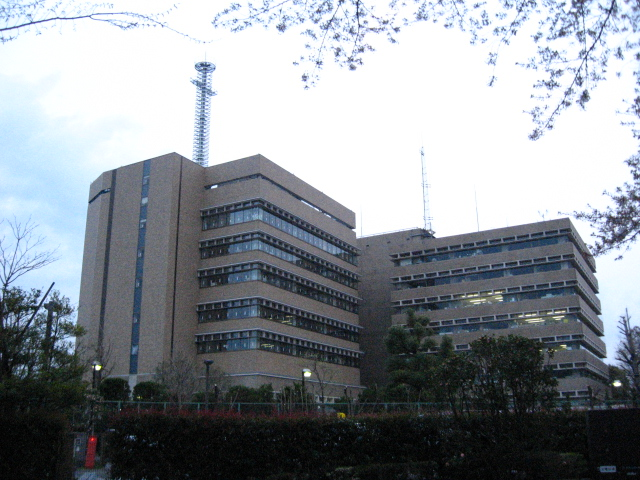
Rathaus von Musashino

## Städtepartnerschaften
Musashino listet folgende fünfzehn Partnerstädte auf:
| Stadt           | Land                      | seit |
| --------------- | ------------------------- | ---- |
| Azumino         | Nagano, Japan             |      |
| Beijing         | Volksrepublik China       | 1988 |
| Brașov          | Ardeal, Rumänien          | 1991 |
| Chabarowsk      | Dalni Wostok, Russland    |      |
| Chungju         | Chungcheongbuk, Südkorea  | 1997 |
| Gangdong, Seoul | Südkorea                  |      |
| Iwami           | Tottori, Japan            |      |
| Kawakami        | Nagano, Japan             | 1982 |
| Lubbock         | Texas, Vereinigte Staaten | 1986 |
| Minamibōsō      | Chiba, Japan              | 1987 |
| Nagaoka         | Niigata, Japan            | 1989 |
| Nanto           | Toyama, Japan             | 1972 |
| Ōsakikamijima   | Hiroshima, Japan          |      |
| Sakata          | Yamagata, Japan           | 1994 |
| Tōno            | Iwate, Japan              | 1988 |